# Settima minore

Settima minore Re - Do

L'intervallo di settima minore è l'intervallo esistente tra due note distanti fra loro 10 semitoni, cioè 5 toni. Per esempio, la settima minore di Do è Si bemolle.
Il bicordo di due note distanti tra loro una settima minore è piuttosto dissonante.
La settima minore della tonica è utilizzata negli accordi di settima dominante.